# Ceropegia konasita
Ceropegia konasita är en oleanderväxtart som beskrevs av P. S. Masinde. Ceropegia konasita ingår i släktet Ceropegia och familjen oleanderväxter. Inga underarter finns listade i Catalogue of Life.